# Anapurus
Anapurus est une municipalité brésilienne située dans l'État du Maranhão.